# Melle, Piemonte
Melle är en ort och kommun i provinsen Cuneo i regionen Piemonte i Italien. Kommunen hade 288 invånare (2018).